# 니코 파스
니콜라스 "니코" 파스 마르티네스(스페인어: Nicolás "Nico" Paz Martínez, 2004년 9월 8일 ~ )는 아르헨티나의 축구 선수이다. 그의 포지션은 공격형 미드필더로, 현재 이탈리아 세리에 A의 코모에서 활약하고 있다.

## 어린 시절
CD 산후안과 테네리페 유소년 팀을 거친 파스는 2016년 레알 마드리드의 라 파브리카에 입단했다.
처음에 중앙 수비수로 커리어를 시작한 파스는 성장하면서 더 높은 포지션으로 이동했으며, 중앙 공격수로 뛰다가 윙으로 포지션을 변경해 U-19 팀에서 뛰었다. 또한 중앙 미드필더나 플레이메이커로도 활약할 수 있다.

## 구단 경력

### 레알 마드리드
2022년 1월, 그는 3-1로 이긴 안도라와의 경기에서 82분에 알바로 로드리게스와 교체 투입되어 레알 마드리드 B 팀 데뷔전을 치렀다.

#### 2023–24: 1군 데뷔
2023년 11월 8일, 파스는 에스타디오 산티아고 베르나베우에서 열린 브라가와의 UEFA 챔피언스리그 조별 리그 경기에서 77분에 페데리코 발베르데와 교체 투입되어 레알 마드리드 소속으로 유럽대항전 데뷔전을 치렀다. 2023년 11월 11일, 파스는 5-1로 이긴 발렌시아와의 경기에서 82분에 다니 카르바할과 교체 투입되어 라리가 데뷔전을 치렀다. 11월 29일, 그는 4-2로 이긴 나폴리와의 경기에서 챔피언스리그 데뷔골을 기록했다.

## 국가대표팀 경력
카나리아 제도, 산타크루스데테네리페에서 태어난 파스는 스페인과 아르헨티나 대표팀을 대표할 자격이 있다. 2022년 3월, 그는 아르헨티나 성인 대표팀에 소집되었다.
그는 또한 프랑스에서 개최한 2022년 모리스 르블로 대회를 앞두고 아르헨티나 U-20 대표팀에 소집되기도 했다.
파스는 카타르에서 개최한 2022년 FIFA 월드컵에 참가할 아르헨티나의 48인 예비 명단에 이름을 올렸다.

## 사생활
파스는 프랑스에서 개최한 1998년 FIFA 월드컵에 참가한 전 아르헨티나 국가대표 파블로 파스의 아들이다.